# Urban Task Force
Die Urban Task Force (kurz UTF) war eine vom stellvertretenden Premierminister des Vereinigten Königreiches John Prescott beauftragte Arbeitsgruppe, die Strategien zur Revitalisierung städtischer Zentren entwickeln sollte. Sie wurde 1998 von der britischen Regierung ins Leben gerufen und beendete ihre Arbeit 2005. Den Vorsitz hatte Richard Rogers.
Die Urban Task Force wurde beauftragt, „Ursachen des Niedergangs der Städte in England zu identifizieren und praktische Vorschläge dafür zu machen, Städte und Stadtbereiche wieder zu bevölkern. Sie soll eine neue Vision städtischer Erneuerung entwickeln auf der Grundlage hervorragender Gestaltung, gesellschaftlichen Wohlbefindens und verantwortlichen Umgangs mit der Umwelt in einem wirtschaftlich und rechtlich tragfähigen Rahmen.“
Ihrer Ergebnisse fasste die Urban Task Force in einem Weißbuch zu Stadtplanung und Architekturpolitik zusammen. Dieses wurde 1999 in Form eines vorläufigen Abschlussberichts unter dem Titel Towards an urban renaissance veröffentlicht. In ihm wurden 105 Empfehlungen für die zukünftige Stadtplanung ausgesprochen. Diese Empfehlungen wurden 2000 im Regierungsprogramm Our Towns and Cities: The Future – Delivering an Urban Renaissance aufgegriffen.
Nach Ansicht von Gerd Albers, emeritierter Professor für Städtebau und Regionalplanung an der TU München, spricht aus dem Weißbuch „eine Aufbruchsstimmung (...) der britischen Stadtplanung“, die es „seit Beginn der Thatcher-Ära“ nicht mehr gab.

## Publikationen
- Richard Rogers (Hrsg.): Towards an urban renaissance: final report of the Urban Task Force. E & FN Spon, London 1999, ISBN 1-85112-165-X.